# Annie Girardot (rose)
ʽAnnie Girardot’ est un cultivar de rosier obtenu en 1979 par le rosiériste d'Antibes, Michel Kriloff (1916-2010),. Il rend hommage à l'actrice française Annie Girardot (1931-2011).

## Description
Cet hybride de thé présente un buisson érigé au feuillage dense. Ses fleurs bien turbinées, grandes et doubles, sont d'un coloris corail orangé aux nuances argentées sur le revers des pétales et au cœur de la rose. La floraison est remontante.
Ce rosier supporte les hivers à -15° C et se plaît sous le climat méditerranéen. Il n'aime pas les sols calcaires. Cette variété est facile à bouturer.
Cette rose est plus largement commercialisée à l'étranger, notamment en Italie, qu'en France. On peut l'admirer à la roseraie San Giovanni de Trieste.